# Engenville
Engenville – miejscowość i gmina we Francji, w Regionie Centralnym, w departamencie Loiret.
Według danych na rok 1990 gminę zamieszkiwały 374 osoby, a gęstość zaludnienia wynosiła 21 osób/km² (wśród 1842 gmin Centre, Engenville plasuje się na 776. miejscu pod względem liczby ludności, natomiast pod względem powierzchni na miejscu 754.).